# Hotshot (filme)
Hotshot é um filme de esportes americano de 1986 dirigido por Rick King, que co-escreveu o roteiro com Joe Sauter. O filme é estrelado por Jim Youngs, Pelé e Billy Warlock. Material adicional foi escrito por Ray Errol Fox e Bill Guttentag. É também a estreia no cinema da atriz Penelope Ann Miller.

## Roteiro
Um jogador de futebol americano tentando fazer sucesso que pede orientação a Pelé, o maior jogador de futebol de todos os tempos. Um jogador de futebol (Jim Youngs) deixa sua família rica e vai para o Brasil aprender com um mestre.

## Elenco
- Jim Youngs como Jimmy Kristidis
- Pelé como Santos
- Billy Warlock como Vinnie Fortino
- Weyman Thompson como Roy
- Mario Van Peebles como Winston
- Leon Russom como treinador
- Penélope Ann Miller como Maria
- Rutanya Alda como Georgia Kristidis

## Recepção
O filme teve uma recepção modesta da crítica.